# Кадышевский, Владимир Георгиевич
Влади́мир Гео́ргиевич Кадышевский (5 мая 1937, Москва — 24 сентября 2014, Дубна) — советский и российский физик-теоретик, специалист в области теории элементарных частиц и физики высоких энергий, академик Российской академии наук, член Президиума РАН, научный руководитель Объединённого института ядерных исследований (ОИЯИ).
Иностранный член Болгарской академии наук (2008), Академии наук Грузии (2002), Индийской национальной академии наук (2003), почётный член Академии наук Молдавии (2001).

## Биография
С 1946 по 1954 год учился в Свердловском суворовском военном училище, которое окончил с золотой медалью. Поступил на физический факультет МГУ имени М. В. Ломоносова. Окончил учёбу на физическом факультете в 1960 году. Дипломная работа «О спектре масс и фундаментальной длине в квантовой теории поля» выполнена под руководством Д. В. Ширкова. Кандидат физико-математических наук (1962, физический факультет МГУ). Тема кандидатской диссертации — «Некоторые вопросы квантования пространства-времени». Научный руководитель — Н. Н. Боголюбов.
С 1962 года работает в лаборатории теоретической физики Объединённого института ядерных исследований (ЛТФ ОИЯИ, Дубна).
Доктор физико-математических наук (1968, ЛТФ ОИЯИ). Тема докторской диссертации — «Исследования по релятивистской проблеме двух тел».
Профессор физического факультета МГУ (с 1970 года). Заведующий кафедрой «Физика элементарных частиц» физического факультета МГУ.
В 1977—1978 годах возглавлял группу советских физиков, работавших в Фермилабе.
В 1983—1985 направлял деятельность учёных из ОИЯИ в эксперименте DELPHI на ускорителе LEP в ЦЕРНе.
Директор Лаборатории теоретической физики ОИЯИ (1987—1992). Директор ОИЯИ (1992—2005). Научный руководитель ОИЯИ (с 2006 года).
Член-корреспондент Российской академии наук по специальности «ядерная физика» (1991). Академик Российской академии наук (2000). Член Президиума РАН и член бюро Отделения физических наук (с 2002 года).
Умер 24 сентября 2014 года в Дубне. Похоронен на Хованском кладбище (Северная терр.).

## Ученики
Подготовил 15 кандидатов и 5 докторов наук. Инициатор открытия и президент (с 1995 года) Международного университета природы, общества и человека «Дубна».

## Награды, премии
- Орден «За заслуги перед Отечеством» IV степени (23 марта 2006 года) — за большой вклад в развитие науки, укрепление международного научно-технического сотрудничества и многолетнюю добросовестную работу[2]
- Орден Почёта (12 марта 1996 года) — за заслуги перед государством и многолетний добросовестный труд[3]
- Орден Дружбы народов (1976)[4]
- Орден Кирилла и Мефодия I степени (1981; Болгария)[4]
- Орден Дружбы II степени (1996; КНДР)[4]
- Офицерский крест ордена Заслуг (1996; Польша)[4]
- Орден «За заслуги перед Федеративной Республикой Германия» (2000; Германия)[4]
- Орден «Полярная звезда» (2006; Монголия)[4]
- Благодарность Президента Российской Федерации (21 апреля 1997 года) — за большой вклад в развитие отечественной науки и международное научное сотрудничество[5]
- Премия имени Н. М. Крылова (1990)
- Премия имени Н. Н. Боголюбова НАН Украины (2001)
- Премия имени Н. Н. Боголюбова ОИЯИ (2006)
- Золотая медаль им. В. И. Вернадского НАН Украины (2008)
- Почётный гражданин Московской области (26 марта 2001 года)[6]